# Pascal Lina
Pascal Lina (Martinica, 13 de diciembre de 1970) es un exfutbolista de Martinica que jugaba en la posición de centrocampista.

## Carrera

### Club
Jugó toda su carrera con el Club Franciscain de 2001 a 2015, equipo con el que fue campeón nacional en nueve ocasiones y ganó 25 títulos de copa en total.

### Selección nacional
Jugó para Martinica en nueve ocasiones de 2001 a 2002 y anotó un gol; participó en la Copa de Oro de la Concacaf 2002.

## Logros
- Campeonato Nacional de Martinica (9): 2001–02, 2002–03, 2003–04, 2004–05, 2005–06, 2006–07, 2008–09, 2012–13, 2013–14
- Copa de Martinica (8): 2001, 2002, 2003, 2004, 2005, 2007, 2008, 2012
- Trofeo del Consejo General (8): 2001, 2002, 2003, 2004, 2006, 2007, 2008, 2009
- Copa DOM (4): 2001, 2003, 2006, 2007
- Copa de Campeones de Ultramar (1): 2006
- Campeonato de las Antillas Francesas (4): 2004, 2005, 2007, 2008